# Mario Báncora
Mario Eduardo Guido Báncora (Rosario, 24 de septiembre de 1918-Rosario, 30 de julio de 2006), fue un educador, ingeniero y físico argentino.

## Trayectoria
Mario Báncora inició sus estudios en el Colegio Nacional N.º 1 de Rosario egresándose en 1936 con el promedio más alto de su promoción.
En 1942 se recibió de ingeniero civil en la Universidad Nacional del Litoral con promedio general de 8,86. Por su alto promedio académico, junto con las recomendaciones del rector Cortez Plá y del profesor Beppo Levi, obtuvo una beca del Instituto de Internacional de Educación para especializarse en Física Atómica en los Estados Unidos.
Debido a la Segunda Guerra Mundial, la información sobre energía nuclear estaba bajo secreto militar. Gracias a la intervención del científico estadounidense y Premio Nobel de Física, Ernest Lawrence, Báncora no tuvo que regresar a su país y recaló en la Universidad de California en Berkeley, donde fue designado en 1944 miembro del Berkeley Radiation Laboratory para trabajar en investigación de guerra, actualmente llamado Lawrence Berkeley National Laboratory. Dentro de sus investigaciones de física experimental, se encuentra el dispositivo de apertura automática de paracaídas del que es titular de la patente (U.S. Patent Office N° 2.470.457), la que el propio departamento de guerra estadounidense solicitó su patentamiento.
Recibió, a propuesta del director del laboratorio, el Dr. Lawrence, la beca "Technical and Specialized Personnel Grant", del Departamento de Estado de los EE. UU., para visitar los laboratorios de Física de las más importantes universidades estadounidenses.
Además fue elegido miembro de "Sigma Xi" (Sociedad Científica Honoraria).
Cuando concluyeron sus investigaciones, recibió una gran cantidad de ofertas para trabajar en Estados Unidos. Sin embargo, convencido de la necesidad de aplicar en la Argentina los conocimientos adquiridos en el exterior y las propuestas laborales que le realizaron diversos sectores, hicieron que regresara, desarrollara una valiosa tarea profesional y se casara con su novia. Esto levantó sospechas entre los estadounidenses, quienes retuvieron los originales de sus investigaciones. Sin embargo, antes de partir, tuvo la oportunidad de contactarse con otros dos premios Nobel como Glenn T. Seaborg y Albert Einstein, con quien tomaría una taza de té el 28 de diciembre de 1944, en el propio domicilio del científico.
Báncora ingresó en 1946 a la Facultad de Ingeniería de la Universidad Nacional de Rosario (UNR) como profesor de Física I, pero con el correr de los años organizó y dictó, como primer profesor, las asignaturas de Física II, III, IV, V y física electrónica, que la Facultad incorporó definitivamente a sus planes de estudio. Muchos de quienes fueron sus alumnos, son actualmente docentes de la Universidad Nacional de Rosario, y coinciden en recordarlo como «una persona íntegra, de bien y con una habilidad natural para la enseñanza y el desarrollo de investigaciones».
Al regresar a Rosario se embarcó en un proyecto que muchos consideraron excesivamente ambicioso: la construcción del primer ciclotrón sudamericano utilizando material proveniente en gran parte de diferentes industrias de la zona. Así logró la construcción de un ciclotrón de 35cm de diámetro polar que fue publicado en la revista de la Universidad Nacional del Litoral N.º 1. También organizó el Departamento de Física Atómica de la universidad.
Sus estudios experimentales en la Escuela de Mecánica de la Armada determinaron la suspensión del proyecto Huemul (1948-1952) a cargo del austríaco Ronald Richter (1909-1991) y su nombramiento como Jefe de la Planta Experimental de Altas Temperaturas. De ese proyecto surgiría el Instituto de Física de Bariloche, actual Instituto Balseiro en el cual Báncora tuvo un papel protagónico para la formación de dicha institución.
En 1955 fue designado como Director de Investigaciones Básicas de la CNEA.
En 1957 fue designado por Decreto Superior Gobierno de la Nación N°1951/57 miembro de la representación argentina al grupo plenario de trabajo de la Comisión Preparatoria de la Agencia Internacional de Energía Atómica. También fue el único latinoamericano integrante de la comisión preparatoria del Organismo Internacional de Energía Atómica como "Senior Scientific Advisor" en Nueva York. Siendo designado posteriormente como Director de suministros técnicos del OIEA y como representante de Argentina en el organismo con sede en Viena hasta 1960.
En su regreso al país fue designado Director de la Comisión Nacional de Energía Atómica, cargo que ocupó desde 1960 hasta 1969 y en 1968 ocupó la Presidencia de la misma. Además en 1961 el premio Nobel de Medicina Bernardo Houssay (1887-1971) lo invitó a participar del CONICET.

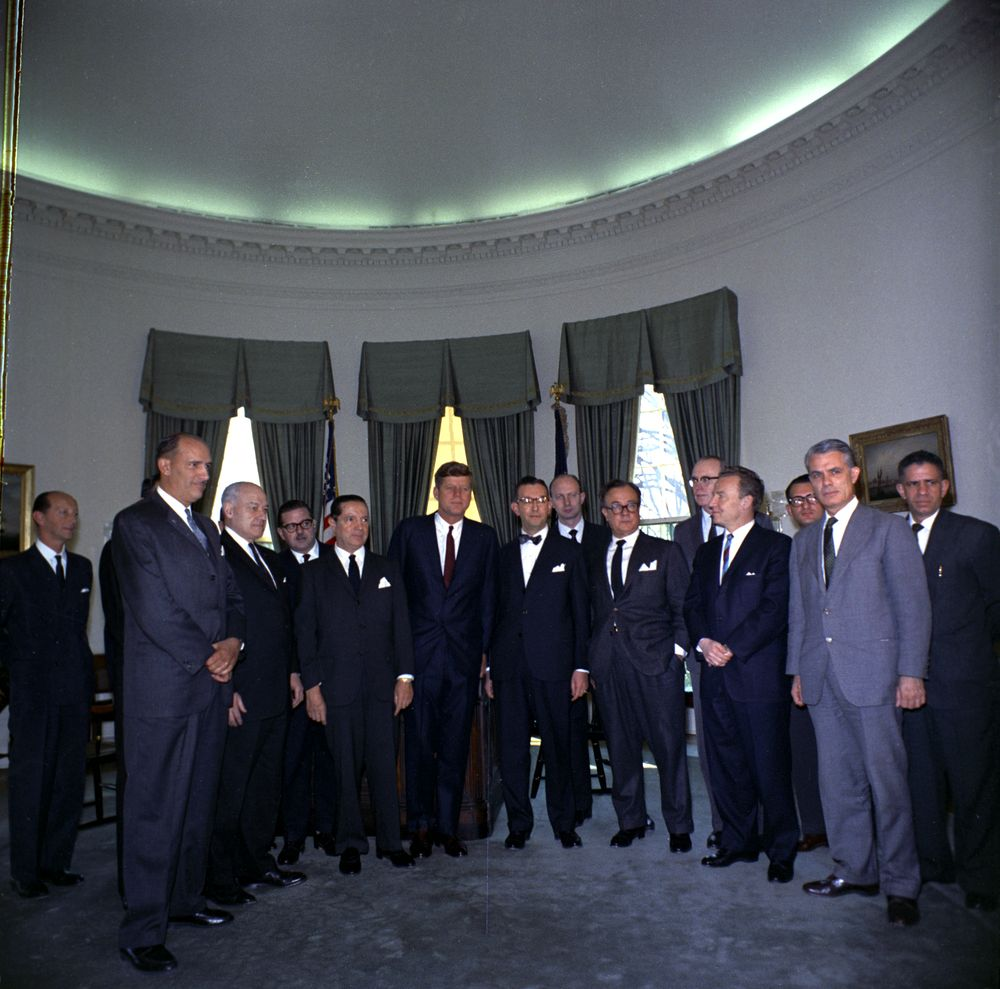
Báncora (izquierda) en una reunión con el presidente Kennedy en la Casa Blanca, año 1962

Designado en 1963 miembro de la Comisión Especial de la Alianza para el Progreso con el objetivo de promover el desarrollo de la ciencia, educación y cultura. Y en 1967 fue convocado como profesor visitante en la República de Guatemala para planificar su programa global en Energía Nuclear.
Sus profundos conocimientos como docente y como investigador científico en el campo de la Física, lo llevaron a desempeñarse como Investigador ad-honorem del Instituto de Fisiografía de la UNL, Jefe de investigaciones del Instituto de Estabilidad de la UNL, Investigador en el Laboratorio de Investigaciones de YPF en Florencio Varela, Encargado técnico de Rayos X en el Instituto de Física de la UNLP, Miembro del Comité de Expertos en Física de la Dirección Nacional de Investigaciones Científicas y Técnicas, Director de la Escuela de Física de la Facultad, Departamento de Física del Instituto Tecnológico de Buenos Aires, la Dirección de Investigaciones y Laboratorios del INTI, la Presidencia del Comité de Centrales Nucleares de la Comisión Nacional de Energía Atómica, La Dirección del Centro de Investigaciones Tecnológicas de la provincia de Santa Fe (CITSAFE) y miembro del grupo de expertos para la programación de centros regionales de energía nuclear en Latinoamérica entre otros cargos importantes dentro del campo de la Física y la Docencia.

### Distinciones
Recibió numerosos reconocimientos, entre ellos se destacan:
En 1969 recibió el Premio Internacional Elise and Walter A. Haas de la Universidad de California, destinado a exalumnos que realizaron una contribución sobresaliente a sus respectivos países.
Fue declarado profesor emérito de la Universidad Nacional de Rosario por Resolución C.S. N.º 010/84.
Designado profesor honorario de la Universidad Tecnológica Nacional en 1984.
El 19 de noviembre de 2004 fue declarado ciudadano ilustre de la ciudad de Rosario, como reconocimiento a su amplia trayectoria en el ámbito nacional e internacional, por sus trabajos e investigaciones en el campo de la energía atómica y sus contribuciones al mejoramiento de la educación científica.
El 30 de agosto, al cumplirse un mes de su fallecimiento, la Facultad de Ciencias Exactas e Ingeniería de la Universidad Nacional de Rosario le colocó su nombre al edificio donde se aloja el reactor nuclear de la institución, en homenaje por su labor profesional y su calidad humana.

### Fallecimiento
El 30 de julio de 2006, aquejado por el mal de Parkinson, falleció en su hogar en compañía de su esposa y familia.